# Prix de la Biennale littéraire des Cèdres
Le Prix de la Biennale littéraire des Cèdres est un prix littéraire québécois biennale soutenu par la municipalité des Cèdres et la MRC Vaudreuil-Soulanges.
Le prix est décerné dans les années paires à un auteur québécois pour son premier roman, par un jury afin d'encourager la relève. Il est inspiré du Festival de Chambéry en France. Les années impaires sont réservées pour le roman historique. 

## Lauréats
- 2014 - Claudine Dumont, Anabiose
- 2016 - Neil Smith, Boo[3],[4]
- 2018 - Fanie Demeule, Déterrer les os[5]
- 2020 - Ariane Bessette, La Crue